# Амо, Антон Вильгельм
Антон Вильгельм Амо (нем. Anton Wilhelm Amo) или Антони Вильям Амо (Anthony William Amo; ок. 1703—после 1753, возможно, 6 марта 1756, 1759 или 1784) — философ

 народа нзема из Аксима (Голландский Золотой Берег, современная Гана), живший в эпоху Просвещения XVIII века. Знаковая фигура для африканской философии и борьбы с расизмом — считается первым философом из Тропической Африки, преподававшим в европейском университете. Однако оставался практически забытым для истории, пока современные исследования не раскрыли его незаурядную судьбу.
Вероятно, в детстве он был похищен работорговцами и в 1707 году привезён Голландской Вест-Индской компанией в Германию, где преподнесён в дар герцогам Августу Вильгельму и Людвигу Рудольфу Брауншвейг-Вольфенбюттельским, а их отец Антоний Ульрих, герцог Брауншвейг-Вольфенбюттеля, обращался с ним как с членом семьи. Получив качественное классическое образование, Амо сам преподавал в университетах Галле и Йены в Германии, однако затем был вынужден вернуться в Африку. Значительные интеллектуальные достижения Антона Амо сыграли важную роль в полемике XVIII—XIX веков о «способностях чёрных».

## Ранняя жизнь и образование
Амо был из нзема (народ, принадлежащий к группе акан). Он родился в Аксиме в западном регионе современной Ганы, но в возрасте около четырёх лет был перевезён в Амстердам Голландской Вест-Индской компанией. По некоторым данным, он был обращён в рабство, по другим — его отправил в Амстердам проповедник, работавший в Гане.
29 июля 1708 года Амо был крещён как протестант (а в 1721 году конфирмован) в дворцовой часовне Зальцдалум близ Вольфенбюттеля. В 1721 и 1725 годах он упоминается как слуга семьи герцога. Он должен был стать каммермором («придворным мавром») — так в колониальную эпоху называли чернокожих слуг из Африки или других экзотических регионов, которых держали в качестве символов статуса.
Завоевав уважение при дворе благодаря своим способностям и уму, он получил возможность поступить на юридический факультет Галльского университета в 1727 году. Таким образом, он стал первым (и в течение примерно 220 лет был единственным) африканским студентом, поступившим в немецкий университет.
Он закончил свои предварительные двухлетние исследования, озаглавив свою диссертацию Dissertatio Inauguralis de Jure Maurorum в Европе (1729). Эта рукопись «Права мавров в Европе» утеряна, но её краткое изложение было опубликовано в университетских «Анналах» (1730). Защищая диссертацию, он блистал в публичном диспуте на тему прав африканцев, ставя под сомнение институт рабства как противоречащий принципам просвещения.
Для дальнейшего обучения Амо перешёл в Виттенбергский университет, где изучал логику, метафизику, историю, право, теологию, политику и естественные науки, в том числе астрономию, физиологию, медицину, а также освоил шесть языков (английский, французский, голландский, немецкий, греческий и латынь). Его медицинская подготовка сыграла центральную роль во многих его позднейших философских размышлениях.
Он получил докторскую степень по философии в Виттенберге в 1734 году; его диссертация (опубликованная под названием «Об отсутствии ощущений в человеческом разуме и их наличии в нашем органическом и живом теле») выступала в пользу в целом дуалистического понимания личности, но ставила под сомнение раздельный дуализм тела и души. В частности, он утверждает, что правильно говорить о разуме и теле, но воспринимает и чувствует именно последнее. Поскольку, по мнению Амо, человеческий разум по определению нематериален («Об апатии (Ἀπάθεια) человеческого разума», 1.3), то не может быть, чтобы ощущало само по себе сознание.

## Философская карьера и дальнейшая жизнь
Амо вернулся в университет Галле, чтобы читать лекции по философии под своим предпочитаемым именем Антониус Гильермус Амо Афер (Antonius Guilielmus Amo Afer). В 1736 году он стал профессором. На основе своих лекций он написал в 1738 году свой второй крупный труд «Трактат об искусстве трезвой и точной философии», в котором он разработал эмпирическую эпистемологию — близкую, но отличную по отношению к теориям таких философов, как Джон Локк и Дэвид Юм. В нём он раскритиковал такие недостатки, как интеллектуальная нечестность, догматизм и предрассудки. Амо посвятил эту работу своим «покровителям» Иоганну Петеру фон Людевигу, профессору права Хеннингу Бёмеру и профессору медицины Фридриху Гофману.
В 1740 году Амо занял должность преподавателя философии в Йенском университете (среди прочего, он предлагал занятия по физиогномике, хиромантии, геомантии, астрологии и криптографии, которые в то время считались академическими предметами и пользовались популярностью), но за это время он пережил ряд перемен к худшему. Герцог Брауншвейг-Вольфенбюттельский умер в 1735 году, оставив Амо без покровителя и с финансовыми трудностями. Это совпало с социальными изменениями на немецких землях, которые становились менее либеральными в интеллектуальном и моральном плане. Выступавшие против секуляризации образования и против прав африканцев вновь одержали верх над сторонниками большей академической и социальной свободы вроде Кристиана Вольфа. Амо становился всё более и более изолированным в академическом сообществе и страдал от нараставших расистских настроений.
Амо подвергся кампании травли со стороны своих врагов, включая публичный памфлет, поставленный в театре в Галле. В конце концов, он решил вернуться на родину. Он отплыл на корабле Голландской Вест-Индской компании в Гану через Амстердам и Гвинею, прибыв туда около 1747 года; его отец и сестра всё ещё жили там, в то время как один из его братьев был рабом в Суринаме. На родине Амо пользовался репутацией отшельника и прорицателя. С этого момента сведения о его жизни становится всё более смутными. Согласно одному сообщению, в 1750-х годах его доставили в голландскую крепость, форт Сан-Себастьян в Шаме — возможно, обвинив в том, что он сеет смуту среди народа. Точная дата, место и обстоятельства его смерти неизвестны, хотя, вероятно, он умер около 1759 года в форте Шамы в Гане. На его новом) надгробии перед фортом Шама годом смерти указан 1784.

## Память
Наиболее подробные биографические сведения об Амо и его семье можно найти в некрологе Исаака Винкельмана (1723–1796) на врача Дэвида Генри Галландата (1732–1782), который, согласно его дневниковым записям, посетил Амо в 1753 году. В 1808 году французский аболиционист Анри Грегуар подробно собрал имевшуюся на тот момент информацию об Антоне Вильгельме Амо и похвалил его научные достижения, ссылаясь на Иоганна Фридриха Блуменбаха, который, в свою очередь, смог воспользоваться информацией Самуэля Христиана Хольмана.
Возросший исследовательский интерес к Антону Вильгельму Амо в 1960-е годы был связан с политикой дружбы между ГДР и Ганой, чей первый президент Кваме Нкрума интересовался наследием своего земляка. Впоследствии в Галле был создан исследовательский центр по изучению Амо, где особое место занимает Бурхард Брентьес, опубликовавший книгу «Антон Вильгельм Амо. Чёрный философ в Галле». В 1975 году Галле-Виттенбергский университет почтил память своего бывшего студента и профессора, установив мемориальную доску в честь Амо рядом с бронзовой скульптурой работы Герхарда Гейера «Свободная Африка», установленной в 1965 году во дворе археологического музея Робертинум. Однако комиссия университета решила, что близость бронзовой таблички Амо к скульптуре в виде чернокожей пары вводит в заблуждение (мужчину принимали за Амо), и с 2021 года информационная панель проводит чёткое разграничение между ними. 
Жизнь и деятельность африканского мыслителя отмечены «Премией Антона Вильгельма Амо», присуждаемой его университетом выдающимся студентам и выпускникам. ГДР, Гана и ЮНЕСКО проводили Международный симпозиум Уильяма Амо в Аккре с 24 по 29 июля 1978 года.
В мае 2009 года в театре Freuynde + Gaesdte (Мюнстер) состоялась премьера двухактной пьесы «Человек-паук» Зехи Шрёдера. Автор воссоздает историческую встречу Амо и судового врача Галландата в вымышленном диалоге, который вращается вокруг тем мудрости, достоинства и (внутренней и внешней) свободы. Название произведения восходит к персонажу мифологии и фольклора Ганы — паукообразному существу Кваку Ананси.
10 октября 2020 года Google почтил его память с помощью Google Doodle. В том же 2020 году издательство Оксфордского университета опубликовало перевод с латыни на английский язык его трудов начала 1730-х годов.
В Штутгарте в 2022 году было принято решение о наименовании площади перед зданием Штутгартского суда по трудовым спорам именем Антона Вильгельма Амо. В конце января 2023 года площадь, ранее известная как «Lerchenplätzle», была переименована в «Anton-Wilhelm-Amo-Platz». В августе 2020 года в контексте «деколонизации» топонимов, которые, как считается, имеют расистское происхождение, официальные лица в столице Германии Берлине предложили переименовать Моренштрассе («Маврскую улицу») в «Антон-Вильгельм-Амо-Штрассе» в его честь. Социал-демократическая партия Германии в Саксонии-Анхальт и Саксонии добивается присвоения имени Антона Вильгельма Амо аэропорту Лейпциг/Галле.
В 2024 году две музейные выставки в Германии были посвящены исключительно Антону Вильгельму Амо: «В центре внимания Амо» в Löwengebäude Университета в Галле/Заале и «Антон Вильгельм Амо — между мирами» в Музее муниципальных коллекций в Цейхгаузе в Лютерштадт-Виттенберге Куратором этой выставки был этнолог Нильс Зееталер.

## Труды
- Dissertatio inauguralis de iure maurorum в Европе (Вступительная диссертация о законах мавров в Европе), 1729 (утеряна).
- Dissertatio inauguralis philosophica de humanae mentis apatheia (Вступительная диссертация о бесстрастии человеческого разума), Виттенберг, 1734.
- Disputatio philosophica continens ideam Differentam eorum quae competunt vel menti vel corpori nostro vivo et Organico (Философский диспут, представляющий отчётливую идею о том, что принадлежит либо разуму, либо нашему живому и органическому телу), Виттенберг, 1734 (докторская диссертация).
- Tractatus de arte sobrie et accurate philosophandi (Трактат об искусстве трезвого и точного философствования), 1738.